# Hans Dreier
Pour les articles homonymes, voir Dreier.
Hans Dreier (21 août 1885 - 24 octobre 1966) est un chef décorateur et directeur artistique de cinéma. Né à Brême, en Allemagne, il commença sa carrière dans le cinéma allemand en 1919, avant de s'installer dans les années 1920 à Hollywood où il travaille pour la Paramount.
Avec près de 500 participations à des films dans sa longue carrière, Dreier fut nommé à 23 reprises aux Oscars. Il remporta l'Oscar de la meilleure direction artistique par deux fois dans la catégorie couleur, pour L'aventure vient de la mer (1944) et Samson et Dalila (1949), et une fois dans la catégorie noir et blanc, pour Boulevard du crépuscule (1950).

## Filmographie partielle

### Années 1920
- 1920 : Der Reigen de Richard Oswald
- 1922 : Pierre le Grand (Peter der Große) de Dimitri Buchowetzki
- 1923 : La Cible vivante (Karusellen) de Dimitri Buchowetzki
- 1924 : Paradis défendu (Forbidden Paradise) d'Ernst Lubitsch
- 1927 : Les Ailes (Wings) de William A. Wellman
- 1928 : La Rue des péchés (Street of Sin) de Mauritz Stiller
- 1928 : Tu ne tueras pas ! (Ladies of the Mob) de William A. Wellman
- 1929 : Parade d'amour (The Love Parade) d'Ernst Lubitsch
- 1929 : Le Calvaire de Lena X (The Case of Lena Smith), de Josef von Sternberg
- 1929 : Quartier chinois (Chinatown Nights) de William A. Wellman

### Années 1930
- 1931 : Agent X 27 (Dishonored) de Josef von Sternberg
- 1932 : L'Adieu aux armes (A farewell to arms) de Frank Borzage
- 1932 : Aimez-moi ce soir (Love Me Tonight) de Rouben Mamoulian
- 1932 : Une heure près de toi (One Hour with You) de George Cukor et Ernst Lubitsch
- 1932 : L'Homme que j'ai tué (Broken Lullaby) d'Ernst Lubitsch
- 1933 : La Soupe au canard (Duck Soup) de Leo McCarey
- 1933 : Le Cantique des cantiques (The Song of Songs) de Rouben Mamoulian
- 1933 : Je ne suis pas un ange (I'm No Angel) de Wesley Ruggles
- 1933 : L'Île du docteur Moreau (Island of Lost Souls) d'Erle C. Kenton
- 1934 : C'est pour toujours (Now and Forever) d'Henry Hathaway
- 1934 : Les Gars de la marine (Come on Marines) d'Henry Hathaway
- 1934 : Cléopâtre (Cleopatra) de Cecil B. DeMille
- 1934 : La mort prend des vacances (Death Takes a Holiday) de Mitchell Leisen
- 1934 : Une femme diabolique (The Notorious Sophie Lang) de Ralph Murphy
- 1935 : La Femme et le Pantin (The Devil Is a Woman) de Josef von Sternberg
- 1935 : Brigade spéciale (Men Without Names), de Ralph Murphy
- 1936 : L'Appel de la folie (College Holiday) de Frank Tuttle
- 1936 : Sans foyer (Timothy's Quest) de Charles Barton
- 1936 : La Fille du bois maudit (The Trail of the Lonesome Pine) d'Henry Hathaway
- 1936 : Vingt-cinq Ans de fiançailles (Early to Bed), de Norman Z. McLeod
- 1936 : Désir (Desire) de Frank Borzage
- 1936 : Hula, fille de la brousse (The Jungle princess) de Wilhelm Thiele
- 1936 : Le Retour de Sophie Lang (The Return of Sophie Lang) de George Archainbaud
- 1936 : Yours for the Asking d'Alexander Hall
- 1936 : Calibre neuf millimètres (Murder with Pictures) de Charles Barton
- 1937 : Trompette Blues (Swing High, Swing Low), de Mitchell Leisen
- 1937 : Âmes à la mer (Souls at sea) d'Henry Hathaway
- 1937 : Le Dernier Train de Madrid (The Last Train from Madrid) de James Patrick Hogan
- 1937 : Le Démon sur la ville (Maid of Salem) de Frank Lloyd
- 1937 : Sophie Lang s'évade (Sophie Lang Goes West) de Charles Reisner
- 1938 : La Huitième Femme de Barbe-Bleue (Bluebeard's Eighth Wife), d'Ernst Lubitsch
- 1938 : Toura, déesse de la jungle (Her Jungle love) de George Archainbaud
- 1938 : Tom Sawyer détective (Tom Sawyer, Detective) de Louis King
- 1939 : Beau Geste de William A. Wellman
- 1939 : Pacific Express (Union Pacific) de Cecil B. DeMille
- 1939 : La Baronne de minuit (Midnight) de Mitchell Leisen
- 1939 : Some Like It Hot de George Archainbaud
- 1939 : Le Mystère de la maison Norman (The Cat and the Canary) d'Elliott Nugent
- 1939 : Million Dollar Legs de Nick Grinde
- 1939 : Le Gangster espion (Television Spy) d'Edward Dmytryk

### Années 1940
- 1940 : Éveille-toi mon amour (Arise, my love) de Mitchell Leisen
- 1940 : Police-secours (Emergency Squad) d'Edward Dmytryk
- 1940 : Le Gant d'or (Golden Gloves) d'Edward Dmytryk
- 1940 : Dancing on a Dime de Joseph Santley
- 1940 : Mystery Sea Raider d'Edward Dmytryk
- 1940 : Typhon (Typhoon) de Louis King
- 1940 : Les Tuniques écarlates (North West Mounted Police) de Cecil B. DeMille
- 1940 : En route vers Singapour (Road to Singapore) de Victor Schertzinger
- 1940 : Docteur Cyclope (Dr. Cyclops) d'Ernest B. Schoedsack
- 1940 : L'Aventure d'une nuit (Remember the Night) de Mitchell Leisen
- 1940 : La Femme aux brillants (Adventure in Diamonds) de George Fitzmaurice
- 1940 : Le Mystère du château maudit (The Ghost Breakers) de George Marshall
- 1941 : Le Tombeur du Michigan (Reaching for the Sun)
- 1941 : En route vers Zanzibar (Road to Zanzibar) de Victor Schertzinger
- 1941 : West Point Widow, de Robert Siodmak
- 1941 : Les Voyages de Sullivan (Sullivan's Travels) de Preston Sturges
- 1941 : Un cœur pris au piège (The Lady Eve) de Preston Sturges
- 1941 : L'Escadrille des jeunes (I Wanted Wings) de Mitchell Leisen
- 1941 : Le Retour du proscrit (The Shepherd of the Hills) de Henry Hathaway
- 1941 : Par la porte d'or (Hold Back the Dawn) de Mitchell Leisen
- 1942 : Le meurtrier s'est échappé (Fly-by-Night) de Robert Siodmak
- 1942 : André et les Fantômes (The Remarkable Andrew) de Stuart Heisler
- 1942 : Ton cœur est mon cœur (My Heart Belongs to Daddy) de Robert Siodmak
- 1942 : La Clé de verre (The Glass Key) de Stuart Heisler
- 1942 : L'Inspiratrice (The Great Man's Lady) de William A. Wellman
- 1942 : L'amour chante et danse (Holiday Inn) de Mark Sandrich
- 1942 : En route vers le Maroc (Road to Morocco) de David Butler
- 1942 : Les Naufrageurs des mers du Sud (Reap the Wild Wind) de Cecil B. DeMille
- 1942 : Uniformes et Jupons courts (The Major and the Minor) de Billy Wilder
- 1942 : Tueur à gages (This Gun for Hire) de Frank Tuttle
- 1942 : Ma femme est une sorcière (I married a witch) de René Clair
- 1942 : Madame et ses flirts (The Palm beach story) de Preston Sturges
- 1942 : L'escadre est au port (The Fleet's In) de Victor Schertzinger
- 1943 : Riding High de George Marshall
- 1943 : Pour qui sonne le glas (For Whom the Bell Tolls) de Sam Wood
- 1943 : Pris sur le vif (True to Life) de George Marshall
- 1944 : Assurance sur la mort (Double Indemnity) de Billy Wilder
- 1944 : L'Emprise du crime (The Strange Love of Martha Ivers) de Lewis Milestone
- 1944 : Lona la sauvageonne (Rainbow Island) de Ralph Murphy
- 1944 : L'aventure vient de la mer (Frenchman's Creek) de Mitchell Leisen
- 1944 : Les Nuits ensorcelées (Lady in the Dark) de Mitchell Leisen
- 1944 : Une heure avant l'aube de Frank Tuttle
- 1944 : Une femme sur les bras (Practically Yours) de Mitchell Leisen
- 1945 : Les Caprices de Suzanne (The Affairs of Susan) de William A. Seiter
- 1945 : Le Poids d'un mensonge (Love Letters) de William Dieterle
- 1945 : La Duchesse des bas-fonds (Kitty) de Mitchell Leisen
- 1946 : En route vers l'Alaska (Road to Utopia) de Hal Walker
- 1946 : Le Dahlia bleu (The Blue Dahlia) de George Marshall
- 1946 : Californie terre promise (California) de John Farrow
- 1946 : À chacun son destin (To Each His Own) de Mitchell Leisen
- 1946 : Le Joyeux Barbier (Monsieur Beaucaire) de George Marshall
- 1947 : Ma femme, la capitaine (Suddenly, It's Spring) de Mitchell Leisen
- 1947 : Les Exploits de Pearl White (The Perils of Pauline) de George Marshall
- 1947 : Hollywood en folie (Variety Girl) de George Marshall
- 1947 :  En route vers Rio (Road to Rio) de Norman Z. McLeod
- 1947 : Le Fiancé de ma fiancée (Dear Ruth) de William D. Russell
- 1948 : Raccrochez, c'est une erreur ! (Sorry, wrong number) d'Anatole Litvak
- 1948 : Visage pâle (The Paleface) de Norman Z. McLeod
- 1948 : La Scandaleuse de Berlin (A Foreign Affair) de Billy Wilder
- 1948 : La Valse de l'empereur (The Emperor Waltz) de Billy Wilder
- 1949 : Un pacte avec le diable (Alias Nick Beal) de John Farrow
- 1949 : Le Prix du silence (The Great Gatsby) de Elliott Nugent
- 1949 : Samson et Dalila (Samson and Delilah) de Cecil B. DeMille
- 1949 : Le Démon du logis (Dear Wife) de William D. Russell

### Années 1950
- 1950 : Propre à rien ! (Fancy Pants) de George Marshall
- 1950 : Chaînes du destin (No Man Of Her Own) de Mitchell Leisen
- 1950 : La Femme à l'écharpe pailletée (The File on Thelma Jordan) de Robert Siodmak
- 1950 : Les Furies (The Furies) d'Anthony Mann
- 1950 : Boulevard du crépuscule (Sunset Boulevard) de Billy Wilder
- 1950 : La Rue de traverse (Paid in Full), de William Dieterle
- 1951 : Une place au soleil (A Place in the Sun) de George Stevens